# Christ-König-Kirche (Frankfurt-Praunheim)
Koordinaten: 50° 8′ 46,2″ N, 8° 36′ 50,2″ O
Die römisch-katholische Christ-König-Kirche im Frankfurter Stadtteil Praunheim entstand 1930 mit der Entwicklung der Siedlung Praunheim, einem Projekt des Neuen Frankfurt, und wurde 1951 umfassend umgebaut. Sie ist ein Kulturdenkmal nach dem Hessischen Denkmalschutzgesetz.

## Geschichte

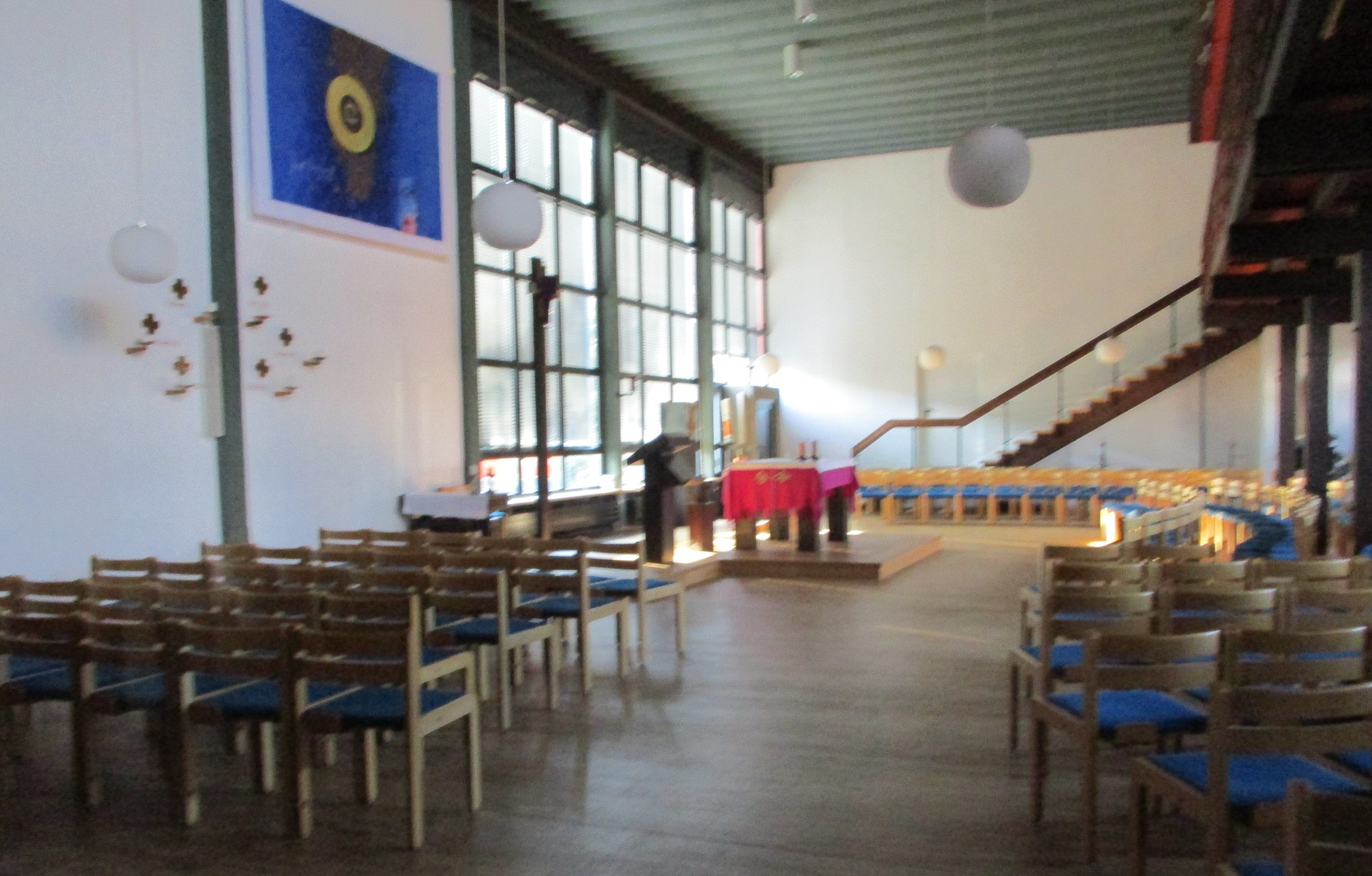
Innenansicht

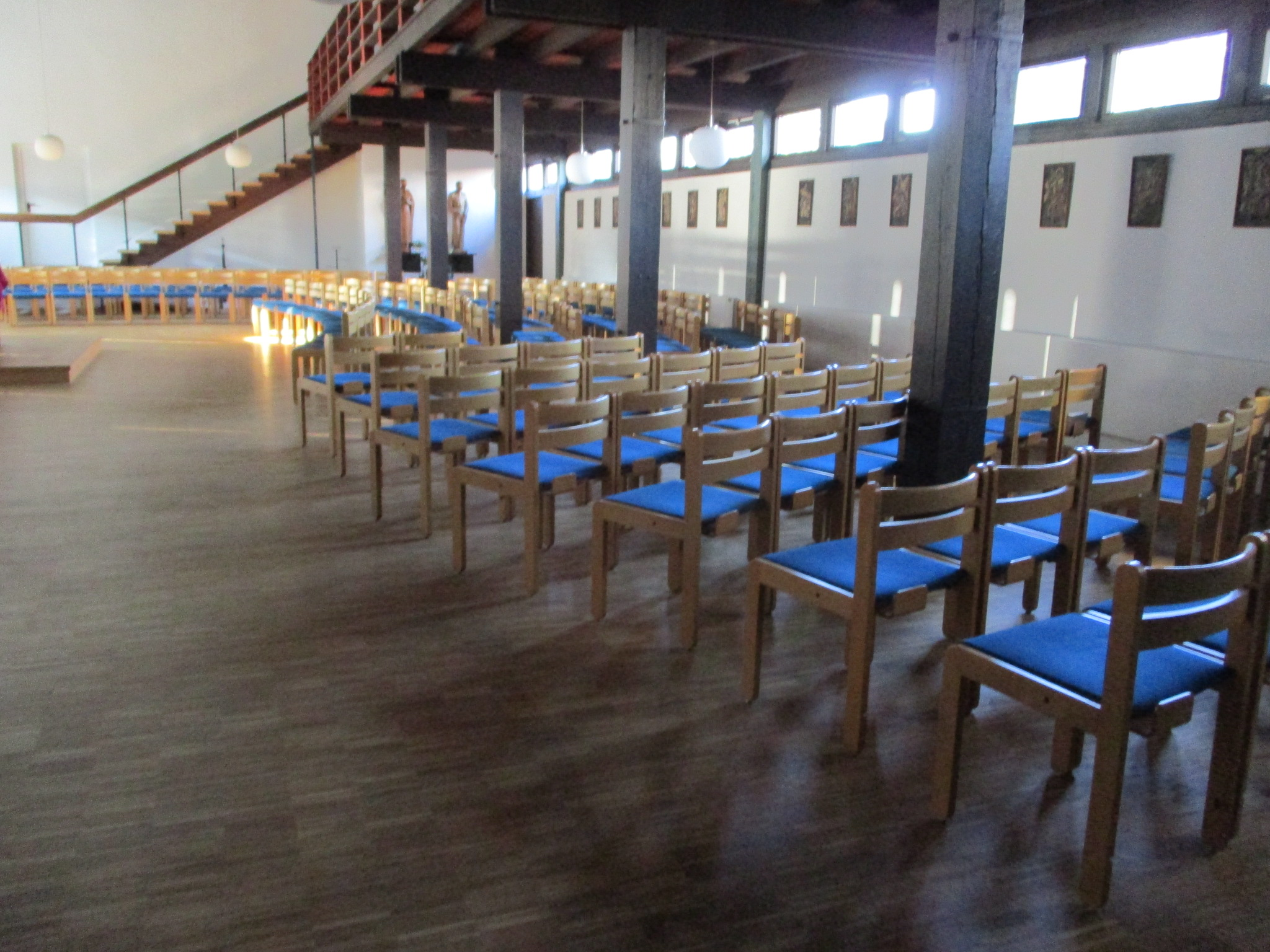
Innenansicht

In der von Ernst May konzipierten Siedlung Praunheim wurde an zentraler Stelle am Damaschkeanger ein Bauplatz für ein Volkshaus vorgesehen. Das Vorhaben konnte aus finanziellen Gründen nicht umgesetzt werden, woraufhin die wachsende römisch-katholische Gemeinde das Grundstück erwarb. Martin Weber entwarf hierfür eine kubische Holzkirche, die am 20. Dezember 1930 geweiht wurde. Sie erhielt das Patrozinium Christus König und gehörte zu den ersten Kirchen mit diesem Patrozinium, seit Papst Pius XI. 1925 das Christkönigsfest mit seiner Enzyklika Quas primas für die Weltkirche einsetzte.
Nachdem die Gemeinde 1951 selbständig geworden war, wurden die Architekten Hermann Mäckler und Alois Giefer für eine grundlegende Umgestaltung der Notkirche beauftragt, die 1956 abgeschlossen wurde. 1975 wurde die Kirche von dem Frankfurter Architekten Hans Busch erneut umgestaltet und stark verändert, indem im Innern die Richtung zum Altar um 90 Grad gedreht wurde. Außerdem fügte er das Gemeindezentrum an. Seit 1. Januar 2017 gehört die Kirche zur Pfarrei Sankt Marien Frankfurt am Main.

## Architektur
Die Christkönigkirche ist städtebaulich eng mit der sie umgebenden Wohnsiedlung verbunden. Sie reiht sich mit ihrem kubischen Erscheinungsbild in die Flucht der dreigeschossigen flachgedeckten Siedlungshäuser ein. Zugleich tritt sie aufgrund der roten Fassadenfarbe und dem leicht erhöhten Standort an einer Straßenbiegung hervor. An der Westfassade weist ein Glockenträger und ein fischförmiges Mosaik von Hans Leistikow auf die sakrale Nutzung hin. Über eine Treppenanlage gelangt man in das weitläufige Gebäudeensemble einschließlich der Gemeinderäume. Der Innenraum ist durch die Holzkonstruktionen von Decke und Empore geprägt. Hinter dem Altar sorgt eine wandhohe Glasfläche für ausreichend Licht und den Blickbezug zum Innenhof im Nordwesten. Die Altarinsel ist um eine Stufe erhöht und von der losen Bestuhlung umgeben. Die Wandmalereien stammen von Jupp Jost. In einem Nebenraum im Norden befindet sich eine Kapelle mit einem Fenster aus Betonglas von Hans Busch.
An der Außenfassade der Kirche befinden sich auch Wandbilder mit biblischen Motiven und Sprüchen, die von Jugendlichen und Firmkursen der Gemeinde gestaltet wurden.